# Гампл, Вацлав
Вацлав Гампл (чеш. Václav Hampl; род. 1 июля 1962, Прага) — чешский физиолог, профессор Карлова университета. С 2006 по 2014 годы являлся его ректором, 507-м по счёту с основания вуза.
В период с 2014 по 2020 год был сенатором от 27-го избирательного округа (Прага 1).

## Биография

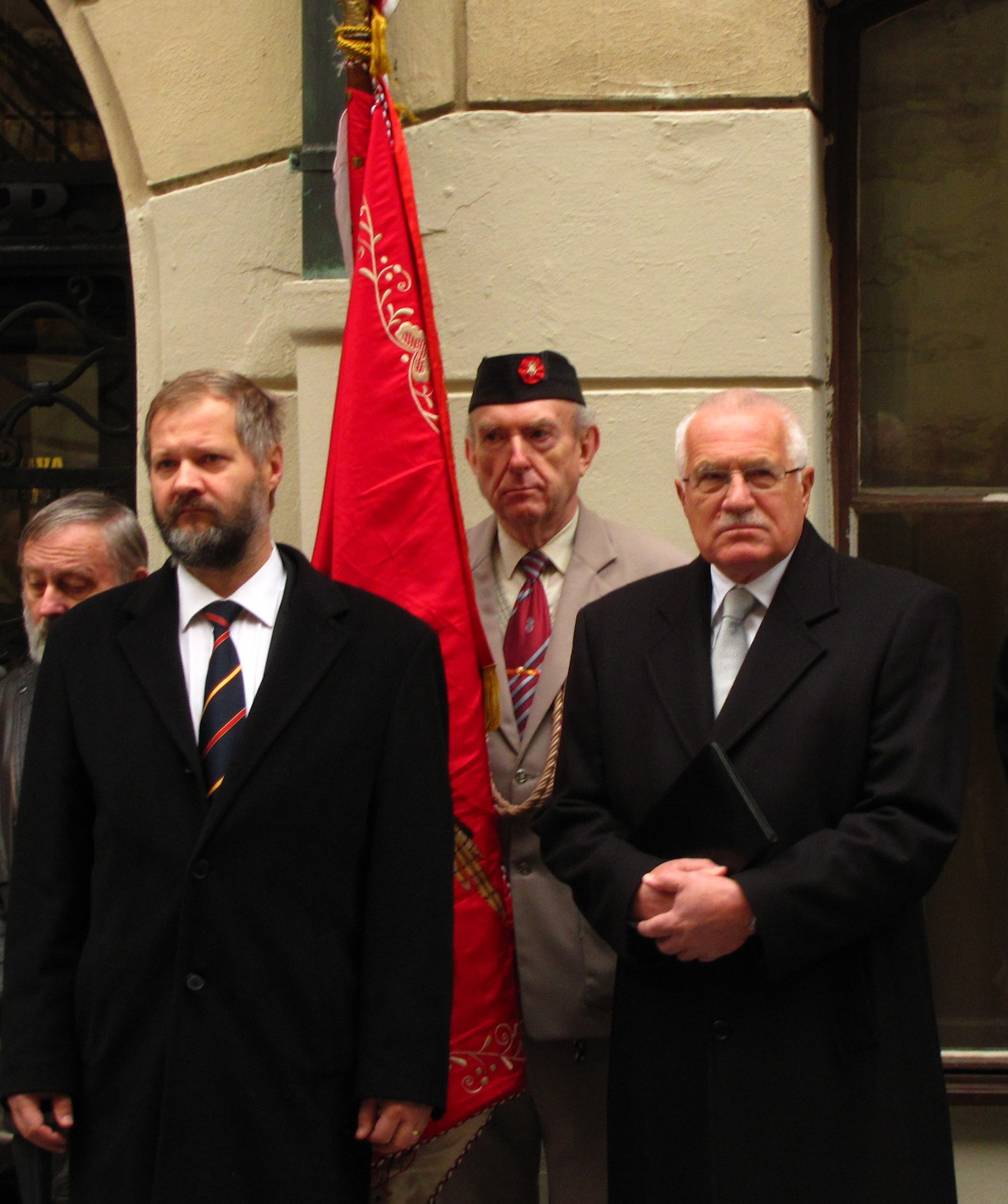
Гампл и президент Вацлав Клаус (2010 год).

Изучал биологию в Карловом университете, с 1991 по 1996 годы работал в университете Миннесоты в США. В 2002 году стал профессором Второго медицинского факультета, его нынешние научные интересы касаются малого круга кровообращения и лёгочной гипертензии.
В 2005 году Вацлав Гампл победил на выборах нового ректора КУ, кроме него на должность претендовали ещё два человека: Стефан Свачина и Михал Андел (профессора первого и третьего медицинских факультетов соответственно). В 2009 году Гампл был вновь избран на период с 2010 по 2014 годы, за него проголосовало 55 из 61 членов академического сената.
С 13 апреля 2011 года также является членом Ассоциации университетов Европы, а с 1 августа того же года — председателем Чешской конференции ректоров (ČKR).
Имеет жену Алису и троих детей.
1 февраля 2014 года Гампла на посту ректора сменил Томаш Зима, одержавший победу на выборах, прошедших 25 октября 2013 года.

### Политическая деятельность
В 2008 году публично высказался против предложения министра здравоохранения во втором правительстве Тополанка Томаша Юлинка по преобразованию факультетских больниц в акционерные общества. Преобразование больниц в итоге не состоялось, в том числе из-за нежелания профессионального сообщества.
Он решительно выступал за независимость высших учебных заведений во время протестов 2012 года, которые в то время привели к отставке министра образования Йозефа Добеша и отказу от запланированных реформ, что несло с собой угрозу ограничения самоуправления. государственных высших учебных заведений и проблемные аспекты аккредитации, оценки качества, функциональные позиции и финансовые требования к студентам.
На выборах в Сенат в октябре 2014 года был избран во втором туре сенатором как беспартийный кандидат от KDU-ČSL и Партии зелёных. После избрания сенатором он присоединился к сенаторскому клубу «KDU-ČSL и независимые». В Сенате неоднократно избирался председателем Комитета по делам Европейского Союза (в 2014, 2016 и 2018 годах).
В марте 2018 года был одним из 15 политиков (сенаторы Томаш Чернин и Вацлав Ласка, депутаты Мирослава Немцова, Карел Шварценберг, Доминик Фери и другие), что покинули в знак протеста Владиславский зал Пражского града во время инаугурационной речи президента Милоша Земана, в которой тот критиковал общественные средства массовой информации.
В ноябре 2018 года выдвигался на пост председателя Сената Чехии. В первом туре получил 22 голоса сенаторов, во втором 24 голоса и таким образом проиграл Ярославу Кубере.
В 2019 году был одним из соистцов по подаче конституционного иска против президента республики Милоша Земана за грубое нарушение Конституции. Хотя предложение по подаче иска было одобрено Сенатом, оно впоследствии не было одобрено Палатой депутатов и не рассматривалось Конституционным судом.
В том же году стал членом временной комиссии Сената по проектам аудиторских отчётов, целью которой являлась предоставление общественности подробного анализа аудитов Европейской комиссии, произведённых из-за вероятности конфликта интересов премьер-министра Андрея Бабиша из-за его продолжающихся связей со своими бывшими компаниями, получающими европейские субсидии.
На выборах в Сенат в октябре 2020 года пытался переизбраться как беспартийный кандидат от KDU-ČSL, Партии зелёных, Сенатор 21 и пражского регионального объединения «Praha sobě». Во втором туре проиграл кандидату от ODS, TOP 09 и STAN Мирославе Немцовой.